# Chvalovice (okres Prachatice)
Chvalovice (Dirnhof) jsou obec v Jihočeském kraji, 5 km jihovýchodně od Netolic v okrese Prachatice. Žije zde 153 obyvatel. Chvalovice jsou členem mikroregionu Netolicko.

## Historie
Vznik Chvalovic je spojen s kolonizačními aktivitami cisterciáckého kláštera ve Zlaté Koruně v polovině 13. století. První písemná zmínka o obci je z roku 1263. O hospodaření chvalovického klášterního dvorce se zápisy dochovaly z počátku 15. století. V téže době byl také položen základní kámen pro stavbu kaple. K roku 1445 jsou Chvalovice uváděny pod názvem Dirnhof. Český král Vladislav Jagellonský roku 1513 ves a celé panství Netolice daroval Petrovi V. z Rožmberka. O dvacet let později Jan III. z Rožmberka udělil právo vařit bílé a červené pivo v domě čp. 2 právovárečníkovi Jiřímu Pühlerovi. Objekt se dodnes, byť v zanedbaném stavu, zachoval.
Značný hospodářský význam pro Chvalovice měla výstavba tuhových dolů, které kolem 1880 vystavěla společnost Pierron. Závod za první světové války odkoupil kníže Kinský. Těžil se zde nejkvalitnější vločkový grafit. Během první světové války pracovalo v dole a úpravně ve Chvalovicích snad až 500 lidí, většinou vojáků rakousko-uherské armády. V letech 1925–1928 Československo těžilo nejvíce tuhy na světě. Během druhé světové války byla postavena flotační úpravna v nedalekých Netolicích. V roce 1959 byl důl kvůli vytěžení uzavřen.
V letech 1938 až 1945 byly Chvalovice, v důsledku uzavření Mnichovské dohody, přičleněny k nacistickému Německu.

## Části obce
V letech 1961–1976 k obci patřily Babice a Zvěřetice.

## Pamětihodnosti
- Usedlost čp. 27 (kulturní památka ČR)